# Qualificazioni al campionato europeo maschile under 21 di calcio 2023 - Gruppo 4

## Classifica
| Squadra       | P.ti | G  | V | N | P  | F  | S  | DR  |
| ------------- | ---- | -- | - | - | -- | -- | -- | --- |
| Portogallo    | 25   | 10 | 9 | 1 | 0  | 41 | 3  | +38 |
| Islanda       | 18   | 10 | 5 | 3 | 2  | 25 | 7  | +18 |
| Grecia        | 17   | 10 | 5 | 2 | 3  | 16 | 10 | +6  |
| Bielorussia   | 12   | 10 | 4 | 0 | 6  | 16 | 15 | +1  |
| Cipro         | 11   | 10 | 3 | 2 | 5  | 16 | 16 | 0   |
| Liechtenstein | 0    | 10 | 0 | 0 | 10 | 0  | 63 | -63 |

## Risultati
| Atene 25 marzo 2021, ore 16:30 UTC | Grecia          | 0 – 0 referto | Cipro | Stadio Apostolos Nikolaidis (0 spett.)\| Arbitro: \| Allard Lindhout \| |
| Arbitro:                           | Allard Lindhout |               |       |                                                                         |

| Arbitro: | Viktor Kopiievskyi |

|  |           |                                                                      |
|  | Marcatori | 39’ Christopoulos 55’ Machairas 61’ Botos 65’ Zagaritis 73’ Sardelis |

| Arbitro: | Juxhin Xhaja |

|              |           |                     |
| Shestyuk 70’ | Marcatori | 20’, 54’ Haraldsson |

| Arbitro: | Laurent Kopriwa |

|  |           |                                                                                         |
|  | Marcatori | 12’ (rig.) Sotiriou 22’ Kakoullīs 36’ Kōstī 53’ Paroutis 61’ Charalampous 89’ Kyprianou |

| Arbitro: | Christian-Petru Ciochirca |

|                   |           |  |
| Vieira 32’ (rig.) | Marcatori |  |

| Arbitro: | Luis Teixeira |

|                                                                  |           |  |
| Kakoullīs 31’, 41’ (rig.) Kōstī 33’, 38’ Gerolemou 46’ Pikis 63’ | Marcatori |  |

| Arbitro: | Gal Leibovitz |

|                |           |                 |
| Thórdarson 37’ | Marcatori | 45+1’ Ioannidis |

| Arbitro: | Vitālijs Spasjoņņikovs |

| |           |  |
| Nuno Tavares 5’ Almeida 8’ Ramos 12’, 19’, 25’, 39’ Silva 13’, 44’ Vieira 37’ (rig.) Tomás 63’ Conceição 76’ | Marcatori |  |

| Arbitro: | Mohammed Al-emara |

|  |           |                            |
|  | Marcatori | 27’ Diamantīs 84’ Sardelis |

| Arbitro: | Robert Ian Jenkins |

|  |           |            |
|  | Marcatori | 55’ Vieira |

| Arbitro: | Yasar Kemal Ugurlu |

|                                                                             |           |  |
| Morozov 15’, 49’, 59’ Oreshkevich 29’ (aut.) Shestyuk 45+1’ Nikiforenko 68’ | Marcatori |  |

| Arbitro: | Irakli Kvirikashvili |

|                                    |           |  |
| Sourlis 16’ Supranovich 53’ (aut.) | Marcatori |  |

| Arbitro: | Joni Hyytiä |

|  |           |                                                |
|  | Marcatori | 15’ K. Hlynsson 25’ Á. Hlynsson 31’ Willumsson |

| Arbitro: | Jérémie Pignard |

|  |           |           |
|  | Marcatori | 15’ Ramos |

| Arbitro: | Alain Durieux |

|                        |           |  |
| Michaīlidīs 37’ (rig.) | Marcatori |  |

| Arbitro: | Ashot Ghaltakhchyan |

|  |           |                                                 |
|  | Marcatori | 10’, 44’ Latykhov 46’ Lozhkin 90+3’ Nikiforenko |

| Arbitro: | Kristoffer Karlsson |

|                                                        |           |  |
| Ramos 6’, 53’, 61’ Inácio 21’ Vieira 51’ H. Araújo 71’ | Marcatori |  |

| Arbitro: | Rauf Jabarov |

|                                            |           |  |
| Michelīs 21’ Kosidis 27’ Tzolīs 38’, 90+5’ | Marcatori |  |

| Arbitro: | Miloš Milanović |

|           |           |                |
| Ramos 34’ | Marcatori | 17’ Willumsson |

| Arbitro: | Joonas Jaanovits |

|  |           |             |
|  | Marcatori | 32’ Vegerya |

| Arbitro: | Georgi Davidov |

|               |           |                   |
| Gerolemou 27’ | Marcatori | 90+4’ K. Hlynsson |

| Arbitro: | Fabio Maresca |

|  |           |                                                       |
|  | Marcatori | 12’ Carvalho 55’ (rig.) Vieira 45+1’ Silva 82’ Araújo |

| Arbitro: | Jakob Alexander Sundberg |

|                             |           |  |
| Davyskiba 59’ Lozhkin 90+2’ | Marcatori |  |

| Arbitro: | Ishmael Barbara |

| |           |  |
| K. Hlynsson 3’, 29’ (rig.) Barkarson 5’, 82’ Ingason 10’ Thorvaldsson 19’, 33’ Willumsson 35’, 37’ | Marcatori |  |

| Arbitro: | Ondřej Berka |

|                |           |                                                       |
| Vasilevich 90’ | Marcatori | 33’, 56’ Vieira 50’ Ramos 79’ Da Costa 90+4’ Oliveira |

| Arbitro: | Alexandre Boucaut |

|                                                      |           |  |
| Katsantonis 27’ (rig.) Nikolaou 73’ Naoum 83’ (rig.) | Marcatori |  |

| Arbitro: | Denys Shurman |

|  |           |                                                                                     |
|  | Marcatori | 3’, 27’, 57’ Silva 43’ Bernardo 45’, 65’ Oliveira 78’ Carvalho 83’ Araújo 83’ Ramos |

| Arbitro: | Sander van der Eijk |

|                                          |           |              |
| K. Hlynsson 15’ Ingason 44’ Andrason 82’ | Marcatori | 48’ Zinovich |

| Arbitro: | Damian Sylwestrzak |

|                                                                       |           |  |
| Ingason 11’, 57’ Karamanolis 33’ (aut.) Magnússon 65’ K. Hlynsson 90’ | Marcatori |  |

| Arbitro: | David Coote |

|                        |           |                |
| Bernardo 48’ Ramos 56’ | Marcatori | 90+1’ Koutsias |